# 헨리 마스케
헨리 마스케(독일어: Henry Maske, 독일어 발음: [ˈhɛnʁi ˈmaskə] ( 듣기), 1964년 1월 6일~)는 독일의 전직 권투 선수이다. 동독 국가대표 선수로 활동했으며 1988년 하계 올림픽 미들급 금메달을 획득했다. 프로 전향 후 국제 복싱 연맹(IBF) 라이특헤비급 챔피언에 올랐다.